# Tlalahuapan
Tlalahuapan är en ort i Mexiko.   Den ligger i kommunen Chilapa de Álvarez och delstaten Guerrero, i den sydöstra delen av landet, 230 km söder om huvudstaden Mexico City. Tlalahuapan ligger 1 430 meter över havet och antalet invånare är 286.
Terrängen runt Tlalahuapan är kuperad åt sydväst, men åt nordost är den bergig. Runt Tlalahuapan är det ganska glesbefolkat, med 43 invånare per kvadratkilometer. Närmaste större samhälle är Mexcalcingo, 2,0 km norr om Tlalahuapan. I omgivningarna runt Tlalahuapan växer huvudsakligen savannskog.